# So Emotional
"So Emotional" é uma canção gravada pela cantora americana Whitney Houston. A canção foi o terceiro single de seu segundo álbum, Whitney, e foi lançada em 12 de novembro de 1987. "So Emotional" foi escrita por Billy Steinberg e Tom Kelly, que já escreveram músicas para grandes nomes da música Pop na época, como Madonna e Cyndi Lauper. 
A música não impressionou como o esperado, e recebeu críticas mistas. Comercialmente, ela também não conseguiu alcançar o sucesso dos singles anteriores de Whitney, ficando fora do Top Dez de vários países, mas conseguiu chegar na primeira posição da Billboard Hot 100 (foi o sexto single de Whitney a alcançar esse feito), e na quinta nas paradas do Reino Unido. 
O tema da canção é o amor, Whitney canta como se estivesse apaixonada.

## Videoclipe
O vídeo da música "So Emotional" foi dirigido por Wayne Isham e apresenta Houston em turnê e preparando-se para um concerto à noite. As imagens são de uma apresentação que ela fez no Stabler Arena, em Bethlehem, Pensilvânia.

## Faixas e formatos
- UK 7" single

1. "So Emotional" (edited remix) – 4:20
2. "For the Love of You" – 4:32

- UK CD single

1. "So Emotional" (extended remix) – 7:51
2. "Didn't We Almost Have It All" (live) – 6:28
3. "For the Love of You" – 4:32

## Charts
| Chart (1987)                                    | Posição |
| ----------------------------------------------- | ------- |
| U.S. Billboard Hot 100                          | 1       |
| U.S. Billboard Hot 100 Singles Sales            | 1       |
| U.S. Billboard Hot 100 Airplay                  | 2       |
| U.S. Billboard Hot R&B/Hip-Hop Singles & Tracks | 5       |
| U.S. Billboard Adult Contemporary               | 8       |
| Reino Unido                                     | 5       |
| Austrália                                       | 26      |
| Suécia                                          | 30      |
| França                                          | 21      |
| Suíça                                           | 30      |